# Massacres de l'État de Plateau
Les massacres de l'État de Plateau, également appelés les attaques du « Noël noir », ont lieu du 23 au 25 décembre 2023 dans l'État de Plateau, au centre du Nigeria. Elles visent au moins 17 communautés rurales chrétiennes dans les zones de gouvernement local de Bokkos et Barkin Ladi, faisant près de 200 morts et 500 blessés, ainsi que d'importants dégâts matériels. Aucun groupe n'a revendiqué ces attaques, mais il est probable qu'elles aient été commises par des milices de bergers peuls et haoussas.

## Contexte

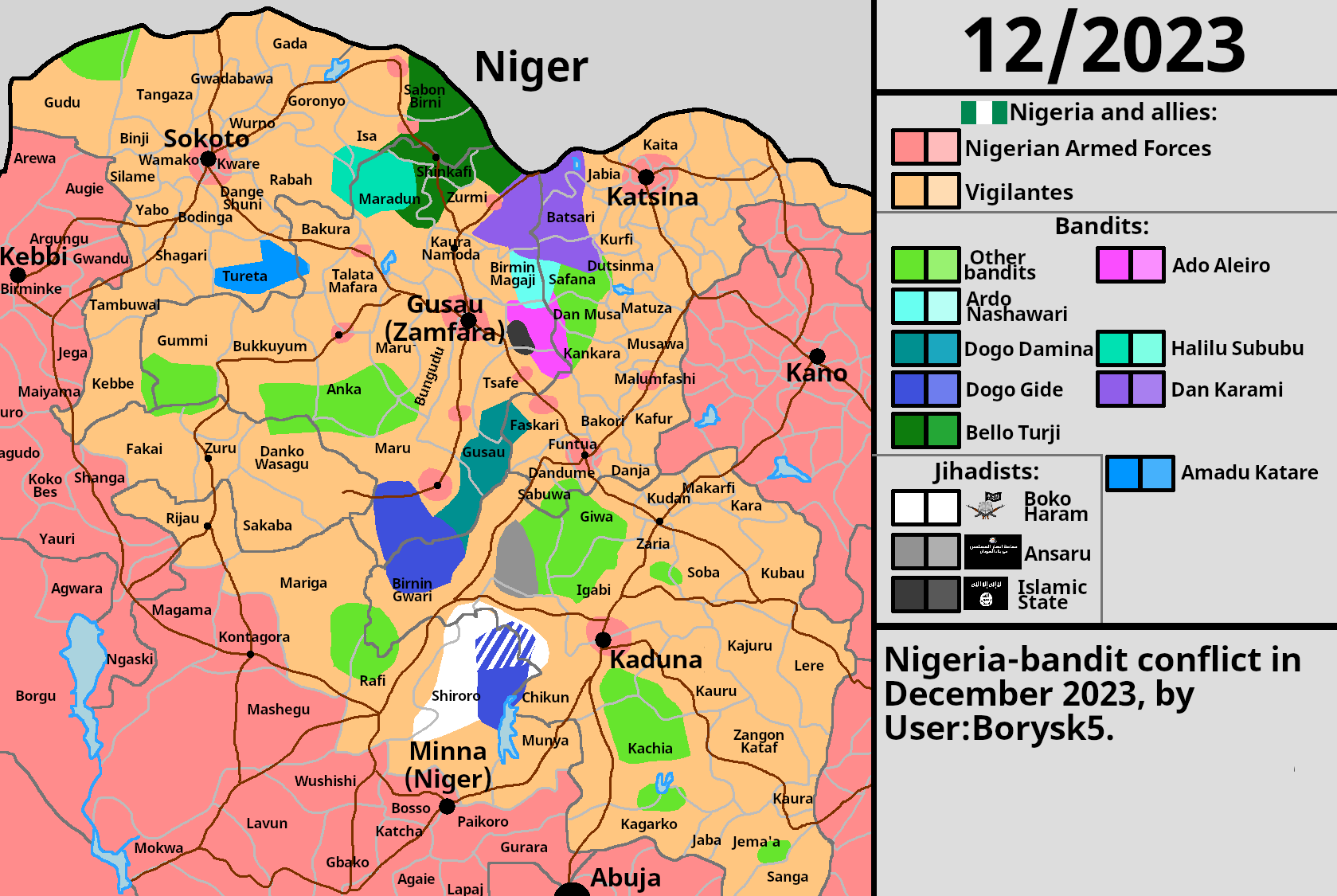
Carte du conflit des bandits nigérians en décembre 2023.

L'État de Plateau se trouve au centre du Nigeria et a connu des conflits ethniques et religieux, principalement entre les éleveurs Peuls musulmans et les agriculteurs chrétiens. Le conflit des bandits nigérians (en) éclate en 2011 à la suite de désaccords sur la propriété des terres et les droits de pâturage entre les éleveurs et les agriculteurs. Le banditisme et l'insécurité sont exacerbés par le taux de fécondité élevé du Nigeria (5,3 en 2023), avec une importante population de jeunes souffrant du chômage et du sous-emploi, ce qui les rend vulnérables au radicalisme et au banditisme. Le changement climatique et l'expansion de l'agriculture entraînent également une augmentation des conflits. De précédentes attaques ont eu lieu dans la région en avril 2022 et en mai 2023.
Miyetti Allah (MACBAN), un groupe de défense des intérêts des Peuls, a accusé le personnel de sécurité de l'État d'être de connivence avec les agriculteurs pour attaquer les bergers peuls. Le président de l'association pour l'État, Muhammed Nuru Abdullahi, a affirmé que les violences avaient commencé par un acte manqué de « vol de bétail » contre les Peuls le 23 décembre, au cours duquel trois éleveurs ont été tués et 181 vaches ont été volées, et que 130 maisons avaient été brûlées dans plusieurs villages peuls le 24 décembre. Il a recommandé que « pour mettre fin aux affrontements incessants entre agriculteurs et éleveurs, le gouvernement fédéral établisse des ranchs dans l'État de Plateau et dans d'autres États de la Fédération pour l'élevage ».

## Déroulement
Au moins 17 communautés rurales des régions de Bokkos et de Barkin Ladi ont été attaquées les 23 et 24 décembre, faisant au moins 200 morts et plus de 500 blessés,. Aucun groupe n'a revendiqué la responsabilité de ces attaques, mais on pense qu'elles ont été commises par des milices de bergers peuls.

## Réactions nationales
L'armée nigériane lance des « opérations de nettoyage » pour traquer les suspects. Certaines victimes indiquent que les forces de sécurité avaient mis plus de douze heures à réagir après les attaques. Les attaques suscitent l'indignation des habitants, qui réclament justice et protection de la part du gouvernement. Le gouverneur Caleb Mutfwang a condamné les violences, mais sa réponse a été critiquée.

## Réactions internationales
Amnesty International demande une enquête indépendante. La communauté internationale, dont les Nations unies, l'Union africaine, l'Union européenne et les États-Unis, exprime sa condamnation et a offert son soutien.

## Désinformation
Après les tueries, des photos de l'attentat de l'église d'Owo circulent sur les réseaux sociaux, mal légendées pour suggérer qu'elles provenaient des massacres de l'État de Plateau.